# One Fathom Bank Lighthouse
One Fathom Bank Lighthouse (malaiisch Rumah Api Permatang Sedepa) ist die Bezeichnung für zwei Leuchtturmbauwerke (englisch Lighthouse) vor der Küste des malaysischen Bundesstaates Selangor. Sie stehen auf der gleichnamigen Sandbank in der Straße von Malakka. Das Leuchtfeuer warnt die Schifffahrt vor der gefährlichen Untiefe und dient der Ansteuerung von Port Klang, dem größten Seehafen Malaysias.

## Geschichte
Die Sandbank wurde in der Mitte des 19. Jahrhunderts von John Turnbull Thomson vermessen. Sie erstreckt sich über eine Länge von etwa fünf Seemeilen und wurde aufgrund ihrer geringen Wassertiefe nach einem nautischen Faden benannt.
Der erste Leuchtturm wurde 1852 auf dem festen Boden der Sandbank errichtet und 1874 durch einen Pfahlbau ersetzt. Der dritte Leuchtturm entstand 1907 und er war bis 1999 aktiv.
Der heutige Leuchtturm wurde 1999 errichtet. Er steht in unmittelbarer Nähe des 1907 gebauten Turms. Die Bauwerke werden als Old und New One Fathom Bank Lighthouse bezeichnet. Sie sind mit dem Boot zu erreichen, dürfen aber nicht betreten werden. Das Seegebiet um die beiden Leuchttürme ist ein beliebtes Angelrevier und westlich der Sandbank ist ein Verkehrstrennungsgebiet eingerichtet.

## Old One Fathom Bank Lighthouse

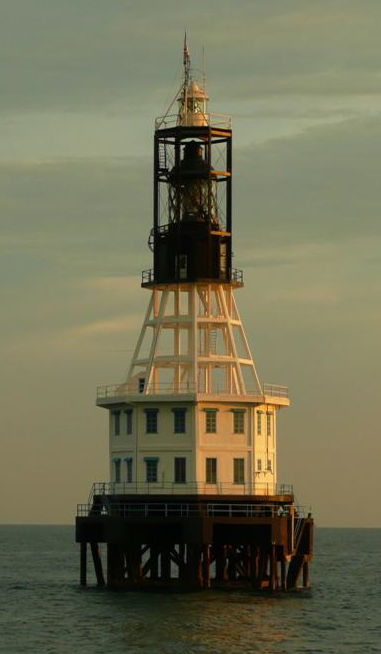
Der 1907 gebaute Leuchtturm

Das 1907 errichtete Bauwerk steht auf kreisförmig angeordneten Betonpfählen mit einem achteckigen und zweigeschossigen Gebäude für die Leuchtfeuerwärter und einem gusseisernen Turm für das Leuchtfeuer. Das 27 m hohe Bauwerk kostete damals 246.963 Pfund Sterling.
Mit der Inbetriebnahme des neuen Leuchtturms wurde das Leuchtfeuer 1999 gelöscht und verlassen. Wegen seiner historischen und architektonischen Bedeutung wurde das Bauwerk jedoch erhalten und von 2004 bis 2005 umfassend restauriert. Am 31. Januar 2004 wurde eine Briefmarke mit dem Bild des Leuchtturms herausgegeben.

## New One Fathom Bank Lighthouse
Der neue und 43 m hohe Leuchtturm wurde 1999 errichtet. Er steht ebenfalls auf Pfählen und bietet mehr Platz für Personal und Ausrüstung. Der zusätzliche Schiffsanleger aus Beton darf auch von Sportfischern genutzt werden.
Die Kennung des Leuchtfeuers besteht aus einer Gruppe von vier weißen Blitzen mit einer Wiederkehr von zwanzig Sekunden (Fl(4)W.20s). Aufgrund seiner Bedeutung ist der Turm zusätzlich mit einer Radarantwortbake ausgerüstet.